# (27984) Herminefranz
(27984) Herminefranz est un astéroïde de la ceinture principale.

## Description
(27984) Herminefranz est un astéroïde de la ceinture principale. Il fut découvert le 1er novembre 1997 à Heppenheim par l'observatoire de Starkenburg. Il présente une orbite caractérisée par un demi-grand axe de 2,74 UA, une excentricité de 0,20 et une inclinaison de 3,9° par rapport à l'écliptique.

## Compléments